# Auto dos Danados
Auto dos Danados é um romance de António Lobo Antunes publicado em 1985. 

## Crítica
O crítico Liberto Cruz considerou a obra: "Menos espalhafotoso, mais sóbrio no estilo, menos fanfarrão na análise de coisas e de gentes, mais moderado na narração , evitando, quase, o episódio pelo episódio e a caminho de se livrar de imagens rebuscadas ou insólitas, que nem já os curas conseguem entusiasmar , este texto é uma lufada susceptível de incomodar os contemporâneos de António Lobo Antunes que sejam oficiais do mesmo ofício."